# Koszykówka na igrzyskach Pacyfiku
Koszykówka na igrzyskach Pacyfiku – międzynarodowe zawody w koszykówce rozgrywane w ramach igrzysk Pacyfiku.
Sport ten w wydaniu męskim jest obecny w programie tych zawodów od inauguracyjnej edycji z 1963 roku, turniej kobiecy dołączył zaś trzy lata później.

## Medaliści
| Rok  |                     | Mężczyźni                       | Mężczyźni                       | Mężczyźni                       |                                 | Kobiety             | Kobiety | Kobiety |
| Rok  | 1. miejsce          | 2. miejsce                      | 3. miejsce                      | 1. miejsce                      | 2. miejsce                      | 3. miejsce          |         |         |
| 1963 | Polinezja Francuska | Samoa Amerykańskie              | Terytorium Papui i Nowej Gwinei |                                 |                                 |                     |         |         |
| 1966 | Polinezja Francuska | Nowa Kaledonia                  | Guam                            | Polinezja Francuska             | Terytorium Papui i Nowej Gwinei | Fidżi               |         |         |
| 1969 | Polinezja Francuska | Terytorium Papui i Nowej Gwinei | Nowa Kaledonia                  | Terytorium Papui i Nowej Gwinei | Polinezja Francuska             | Fidżi               |         |         |
| 1971 | Polinezja Francuska | Samoa Amerykańskie              | Terytorium Papui i Nowej Gwinei | Terytorium Papui i Nowej Gwinei | Polinezja Francuska             | Nowa Kaledonia      |         |         |
| 1975 | Guam                | Samoa Amerykańskie              | Nowa Kaledonia                  | Polinezja Francuska             | Terytorium Papui i Nowej Gwinei | Nowa Kaledonia      |         |         |
| 1979 | Guam                | Polinezja Francuska             | Samoa Amerykańskie              | Papua-Nowa Gwinea               | Fidżi                           | Polinezja Francuska |         |         |
| 1983 | Samoa Amerykańskie  | Guam                            | Samoa                           | Fidżi                           | Papua-Nowa Gwinea               | Samoa Amerykańskie  |         |         |
| 1987 | Samoa Amerykańskie  | Fidżi                           | Guam                            | Fidżi                           | Polinezja Francuska             | Papua-Nowa Gwinea   |         |         |
| 1991 | Samoa Amerykańskie  | Guam                            | Polinezja Francuska             | Papua-Nowa Gwinea               | Polinezja Francuska             | Fidżi               |         |         |
| 1995 | Polinezja Francuska | Nowa Kaledonia                  | Fidżi                           | Polinezja Francuska             | Fidżi                           | Nowa Kaledonia      |         |         |
| 1999 | Samoa               | Guam                            | Nowa Kaledonia                  | Polinezja Francuska             | Fidżi                           | Guam                |         |         |
| 2003 | Nowa Kaledonia      | Guam                            | Samoa                           | Samoa                           | Fidżi                           | Nowa Kaledonia      |         |         |
| 2007 | Fidżi               | Guam                            | Samoa                           | Fidżi                           | Samoa Amerykańskie              | Papua-Nowa Gwinea   |         |         |
| 2011 | Nowa Kaledonia      | Guam                            | Polinezja Francuska             | Polinezja Francuska             | Nowa Kaledonia                  | Fidżi               |         |         |